# Лекма (притока Чепци)
Ле́кма (рос. Лекма, удм. Люкмы) — річка в Красногорському, Юкаменському та Ярському районах Удмуртії, Росія, ліва притока Чепци.
Бере початок на Красногорській височині, серед тайги, неподалік присілка Шахрово Красногорського району. Протікає на північний захід, впадає до річки Чепца навпроти присілка Усть-Лекма.
Ширина річки становить 2-3 м у верхів'ях. Місцями русло поросле верболозами, береги пологі, заплава лучна, за якою знаходиться мішаний ліс з переважанням хвойних порід. В середній течії річище шириною 5-10 м, береги високі (1-2 м) й стрімкі. В нижній частині ширина русла становить 15-20 м, береги стрімкі, обривисті, глинисті. Заплава лучна, частково заросла чагарниками або розорана, зустрічаються переліски. Похил річки становить 1,5 м/км, швидкість 0,2 м/с.
Лекма має значну кількість приток, найбільші з них ліві: Верхні Сюрзі, Уні, Юкаменка, Солшурка, Пажма, Лема, Моя, Чура, Сада, Лютий
На річці розташовані населені пункти:
- Красногорський район — Шахрово, Демидовці
- Юкаменський район — Юкаменське, Чурашур, Мустай, Тилис, Сидорово, Татарські Ключі, Пасшур, Йожевський, Йожево, Усть-Лем
- Ярський район — Ворца, Укан, Нижній Укан

Через річку прокладено декілька мостів, найбільшими з яких є автомобільні в присілках Шахрово, Юкаменське-Чурашур, Йожево, Укан-Нижній Укан та за 8 км від гирла неподалік селища Яр разом із залізничним мостом.